# Pirané
Pirané es una ciudad Argentina, al sudeste de la provincia de Formosa, en el departamento homónimo, a 110 km de la capital provincial.
La localidad de Pirané, por acta del 31 de octubre de 1972, adoptó con fecha de fundación el 21 de noviembre de 1912 (112 años).
Es la tercera ciudad en población de la provincia de Formosa.

## Historia

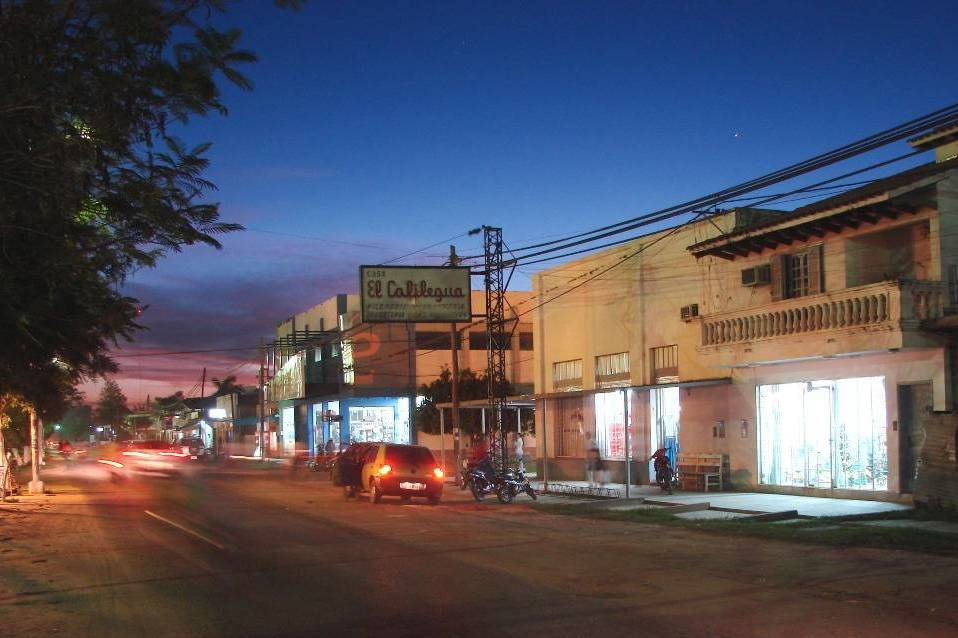
Calle de Pirané.

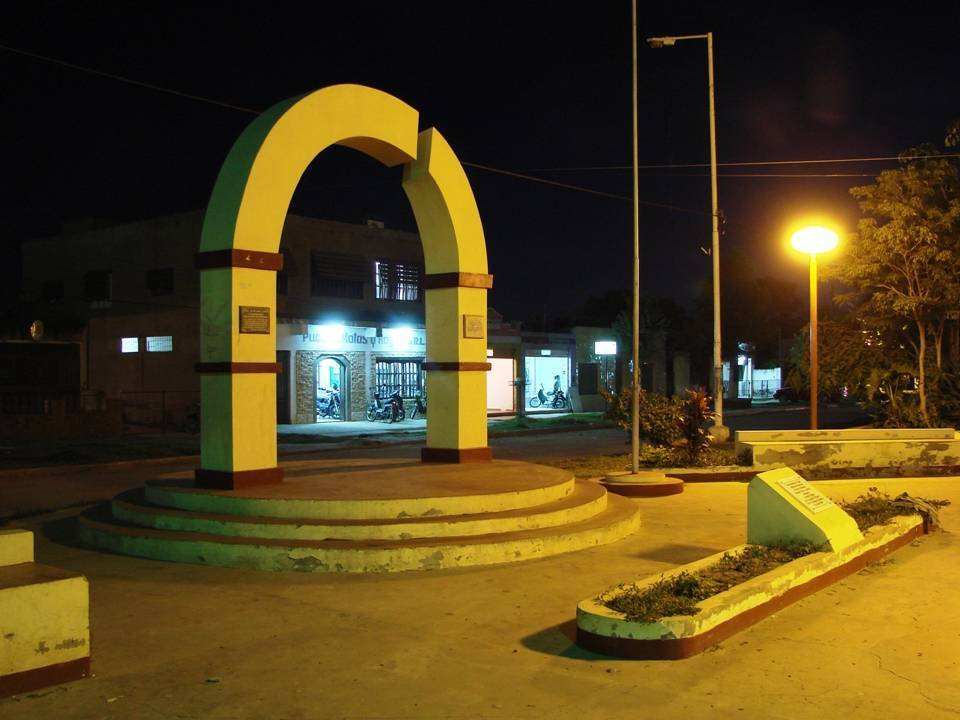
Monumento al Sargento Samuel Víctor Guerrero en una de las plazas de la ciudad.

El lugar recibió varios nombres mientras era un sencillo paraje o caserío, desde el año 1910 en que llega la punta del riel.
se tomó la referencia de la estación. Ellos son:
- "km 109": teniendo en cuenta la distancia desde Formosa (Capital del Territorio Nacional de Formosa), por vías férreas.
- "km 595": era el nombre semi - oficial y marca el kilometraje del Ferrocarril partiendo de Embarcación (Salta).
- "km 2.446": medida en Cargas y Descargas del Ferrocarril desde Buenos Aires al lugar.
- "km 1.905": desde Santa Fe, siempre medida del Ferrocarril.

Pese al nombre oficial y con el comienzo de la circulación de los trenes, el lugar empieza a conocerse mayormente con el nombre de "km 109".
En 1911: “La enrieladura llega hasta el kilómetro 105,930. Los trabajos dominan el Estero Pira-Ne. A principios de febrero de 1911, los terraplenes atraviesan el antes impenetrable estero, de aguas quietas y pronto se unirán a otros 50 km de terraplenes que estaban en obras – más adelante-, y que habrán permitido, a la fecha, tener 156 km de vías férreas”.
- Este documento se encuentra en el Archivo Histórico en un folleto F 258 titulado Memorias del Territorio Nacional de Formosa Año 1904/1926 pp. 74 Folio 29.

En 1915 se produce la división de los Departamentos, por decreto del 20 de octubre, fueron fijadas también las cabeceras y al departamento Pirané le correspondió la estación km 595 (posteriormente km 109 y por último Pirané).
En un informe de la Comisión de Tierras que data de 1919', cuyo jefe era el teniente de navío Daniel Castro, el lugar ya aparece designado como "Piran - he". (puede tratarse de un error de escritura o aplicado al caso símil Riacho he hé)
Con fecha 11 de julio de 1921, se autoriza la creación de pueblos en los alrededores de las estaciones comprendidas entre los km 34 y 297. A los que por Resolución del ministro de Obras Públicas de la Nación, del 2 de marzo de 1926, y confirmada esta disposición por Decreto del Poder Ejecutivo Nacional – PEN N.º 50676, del 7 de diciembre de 1927, se le asignaba los nombres oficiales, Pirané al km 109 (cabecera km 595).
Por su parte el director de la escuela N.º 36 Don Edmundo Gustavo Strien el 17 de abril de 1926, comunicaba en una nota N.º 15 al Visitador de escuelas Don Domingo Cabral “que por decreto del Ministerio de O. Públicas de la Nación, se le ha esta Localidad ha cambiado su nombre a esta estación por el de: Pirané".
En una Resolución PEN N.º 50676 de fecha 7 de diciembre de 1927 son confirmados los nombres de los Dptos. de la provincia y figura por primera vez como cabecera o capital del Departamento el: "Pirané- km 109, del Ferrocarril de Formosa a Embarcación".
Diccionario geográfico de las Gobernaciones Nacionales – 1.er Tomo – Misiones Chaco Formosa, Los Andes - del Consejo Nacional de Educación – Buenos Aires – Año 1941.
En sus páginas preliminares dice que la obra se conformó con los aportes del personal de las escuelas de las gobernaciones. Estas instituciones nacionales aportaron las denominaciones de sus localidades y los accidentes geográficos de su zona de influencia. La circular:  para acopiar el material se enviaron el 22 de enero de 1935, una vez reunido la información de las gobernaciones se depuró y eliminó las redundancias.
El expediente 10053/I/939 de fecha 23 de octubre de 1939 dice que el Consejo Nacional de Educación dispone la publicación del: Diccionario Geográfico.
En la página 162: Se refiera a Pirané:
a) Departamento, cuyos límites son: al norte el departamento Pilagás, al sur la gobernación del Chaco, al este el departamento Formosa y al oeste el departamento Patiño.
b) Pueblo y Estación del FCCNA. Tiene policía, juzgado de paz, escuela con 418 niños censados, fondas, farmacia, etc. La población rural se dedica a la ganadería, al cultivo del algodonero y a la explotación de bosques: quebracho y urunday, principalmente.
c) Estero de gran extensión, situado en el departamento del mismo nombre, a unos 100 km poco más o menos, de la ciudad de Formosa.

## Ubicación
La ciudad de Pirané está ubicada a 25°44′ de latitud sur y a 59°6′ de longitud oeste y se encuentra a 82 m sobre el nivel del mar, según el Instituto Geográfico Nacional. Está ubicada 109 km de la ciudad capital de la provincia, a 220 de la ciudad de Resistencia, a 1275 km de la ciudad de Buenos Aires y a 255 km de la ciudad de Asunción, capital de la República del Paraguay.
Según el sitio de imágenes satelitales de Google Earth con imágenes actualizadas al 12 de febrero de 2007 se encuentra a 25°43′ 54 39" Sur y a 59º 06' 24 74" Oeste
El ejido urbano tiene 8.000 ha y el Departamento 8.425 km². Son sus límites, al norte, el Departamento Pilagás; al sur, el Río Bermejo; al este, el Departamento Formosa; y al oeste, el Departamento Patiño.
Se lee en una descripción sobre las características de la zona de la década del '20: "la región está cubierta en una extensión más o menos grande por montes naturales e intransitables fuera de los caminos o las picadas. La densidad de estos montes disminuye hacia el extremo sudeste. Los árboles que abundan son: el quebracho colorado y blanco, urunday, lapacho, etc., de maderas fuertes y resistentes. La zona está cubierta en partes por bosques que abarcan una parte de la gran planicie, y el resto de la superficie muestra bañados algo extensos. En la ribera norte del Riacho Magaick, estos tienen tacuruzales".

## Relieve
El suelo es arenoso-arcilloso; en los riachos y arroyos es fácilmente desmoronable y arrastrado por las corrientes. No existen alturas ni puntos elevados que dominen sectores vecinos, ni lugares característicos que sirvan de orientación.

## Clima
El clima, en tanto, se presenta caluroso en verano y agradable en invierno, siendo muy pocos los días fríos. La temperatura media en enero es de 28 °C, siendo la máxima promedio 44 °C y la mínima 22 °C.En julio la temperatura media es 17 °C,con máximas promedio de 22 °C y mínimas de 12 °C.
Las épocas de lluvias son marzo y abril, septiembre y octubre. En años normales las precipitaciones alcanzan los 1.100 mm anuales.
Predomina el viento norte, caluroso y agradable, mientras que el viento sur es precursor de los cambios de tiempo fresco, lluvias y frío según la estación. El viento norte suele traer, en ocasiones, grandes y cortas tormentas o lloviznas en el inicio del otoño.

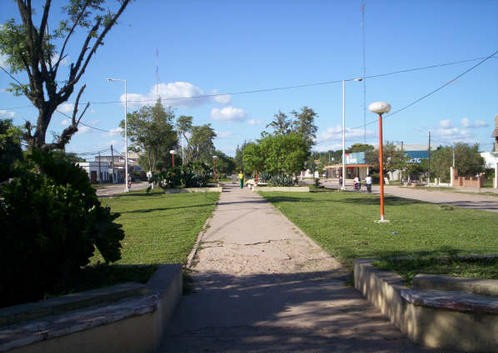
Pirané 2007

## Hidrografía
La mayoría de los cursos de agua pasan bastante lejos de Pirané. El más importante es el Riacho Salado. Se destacan también el Arroyo Magaick (en Toba: negro), el Riacho Negro, el Riacho San Juan, el Riacho Pilagás, el Riacho Montelindo y también: Esteros y Lagunas, siendo la más importante la Laguna Pirané, rodeada por el Estero homónimo y una series de bañados circundantes.

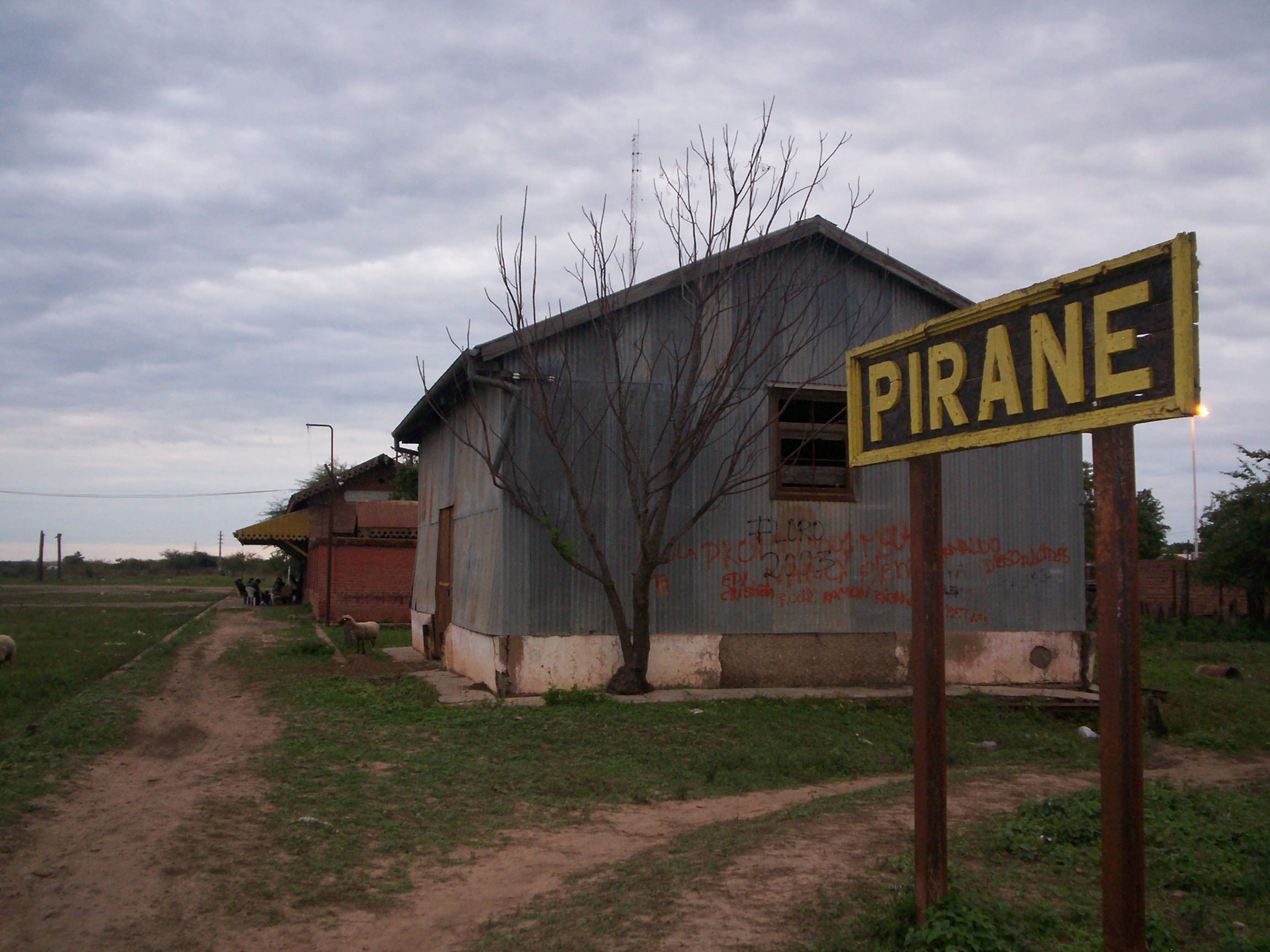
Estación Pirané del Ferrocarril Belgrano.

## Etimología y toponimia
El topónimo "Pirané" tiene su etimología de dos morfemas guaraníticos y significan separadamente: pirá: pez y né: fétido, hediondo.
La razón de tal denominación se debe al Estero de gran dimensión que se encuentra prácticamente al borde del terraplén de las vías, que los indios Tobas lo denominaban: Puganagay, cuyo vocablo se le atribuye el significado de "pastos lindos por su verdor". Periódicamente y debido a las grandes sequías quedan en su superficie cantidad de peces muertos, lo que otorga la característica que refleja el nombre que los primeros pobladores adjudicaron al lugar.
El Profesor Braulio Sandoval, piranense, aporta en un libro sobre Efemérides de la provincia de Formosa de que Pirané es la polisíntesis de las voces guaraníes pirá; nuné; raé, que traducida es como decir "serán los peces hediondos".
Los Pilagá de lenguaje toba (qom) llamaron “Puganagay”: “pasto lindo” (por su verdor)"-sic- a un estero que atraviesa de oeste a este el Departamento.
El folclore propone que a raíz de una sequía de la zona, los peces de ese estero, así como también cangrejos, sapos y ranas, murieron y se desparramó el hedor a peces en descomposición. De ese hecho se le atribuye el nombre de “Pirané” (guaraní, Pira: pez, Né: hediondo.)
El Sr. Scheihing Edgardo en su libro: Mi Pirané - Cien años del Puganagay (2012): nos da nuevas conclusiones:
Y dice que:  existen muchos topónimos y nombres propios derivados de otros idiomas en Argentina. Estos se escriben normalmente de acuerdo con el sistema ortográfico del castellano, y su pronunciación y deformación ha cambiado considerablemente a lo largo de los años, hasta el punto de que en algunas ocasiones ya (no) pueden ser entendidos por los hablantes originarios.
En sus conclusiones expone que:
_ Decir: que la palabra -integrada- PIRANÉ es guaraní, es un error.
_ Decir: pira=pescado, es incorrecto, pues pira=pez (pescado es después, de aplicar la acción de pescarlo)
_ La palabra está castellanizada, porque tiene acento tildado (´) en la última vocal. La regla ortográfica que se le aplicó, es la de palabra aguda que dice: palabras agudas son las que tienen la sílaba tónica en último lugar. Llevan tilde si terminan en vocal, en n o en s. Ejemplo: jabalí. Por eso se coloca la tilde en la vocal de la última sílaba.
_ La palabra PIRANÉ "no" existe en el idioma guaraní.
_ El guaraní hasta la llegada de los Conquistadores y Jesuitas, fue un idioma ágrafo, hasta mediados del siglo XX se lo consideraba dialecto.
_La propuesta es dar datos a los especialistas para entender que, una palabra que se constituyó hace ya 100 años, fue una conformación fonética de algo que se escuchaba frecuentemente. Y con la magnitud que todo ello acarreó.
_ Pirané es una consecuencia fonético-ortográfica por diversos factores, al no existir un alfabeto guaraní normalizado en la fecha del bautismo del departamento (1915) – cabecera del departamento  (1926-1927) ; se juntaron dos vocablos de un idioma originario, para conformar una palabra nueva, única, especial. La nueva palabra se tipificó en una versión fonético-ortográfica integrada y castellanizada.

## Demografía
Cuenta con 20,335 habitantes (Indec, 2010), lo que representa un incremento del 6,33% frente a los 19,124 habitantes (Indec, 2001) del censo anterior. Esta cifra la sitúa como la 3° ciudad más grande a nivel provincial.
Tercera a nivel demográfico: primera Formosa Capital del departamento Formosa y capital de la provincia, segunda Clorinda capital del Departamento Pilcomayo y tercera Pirané capital o cabecera del Departamento Pirané.
| Gráfica de evolución demográfica de Pirané entre 1991 y 2010 |
|                                                              |
| Fuente: censos nacionales del INDEC                          |

## Hidrografía
El principal curso de agua es el riacho El Salado, con agua muy salada, no bebible por los animales.
- Arroyo Magaick Grande
- Arroyo Magaick Chico
- Riacho Negro
- Riacho Pilagá
- Riacho Yvagay : yvága (cielo, paraíso) i (chico)
- Riacho Monte Lindo Chico
- Riacho Monte Lindo Grande

## Flora y fauna de pirane Formosa
I

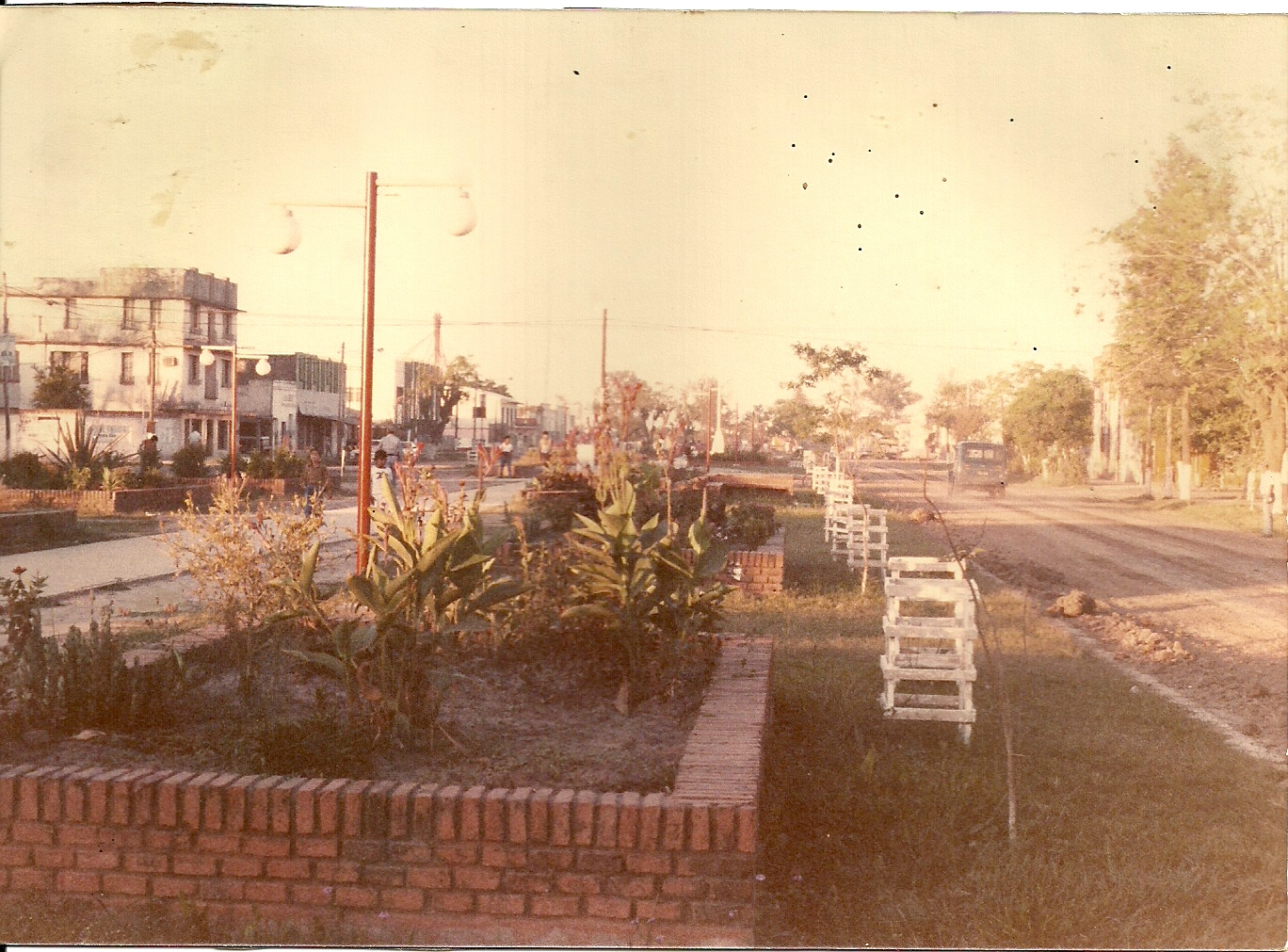
Foto de la década de 1980

Hay grandes montes naturales. Los árboles que abundan son:
- Algarrobo...(maderas fuertes y resistente)
- Caranday
- Espina corona
- Guapoó
- Guayacán
- Mistol
- Ñandubay o espinillo
- Ñangapirí
- Lapacho
- Palmeras
- Pindó
- Palo borracho
- Quebracho colorado...(maderas fuertes y resistente)
- Quebracho blanco
- Tala
- Tártago
- Timbó blanco y colorado
- Urunday...(maderas fuertes y resistente)
- Tatané

Es muy característica también la presencia de ceibos, sauces y abundantes camalotales, juncales y pajonales una enorme variedad de plantas flotantes como el conocido Camalote o Aguapey, Repollitos, Helechitos y Lentejitas de Agua.

## Fauna

### Mamíferos
- Aguará-guazú o zorro  grande
- Aguará-popé u osito lavador
- Mono de noche o mirikiná
- Mono aullador o carayá
- Carpincho o capivara
- Guazuncho o ciervo de las pampas
- Comadreja overa
- Gato montés
- Lobito de río o nutria verdadera
- Nutria o quillá
- Oso hormiguero o bandera
- Pecarí de collar
- Pecarí labiado
- Tatú o peludo
- Puma o león americano
- Zorro de monte
- Yaguareté o tigre americano

### Reptiles
- Víbora cascabel
- Coral y falsa coral
- B´oycapiy (Culebra)
- Yyarará chica
- Yarará grande
- Curiyú
- Iguana overa
- Ñacaniná
- Tortuga acuática
- Tortuga terrestre
- Yacaré de hocico ancho o yacaré overo

## Aves

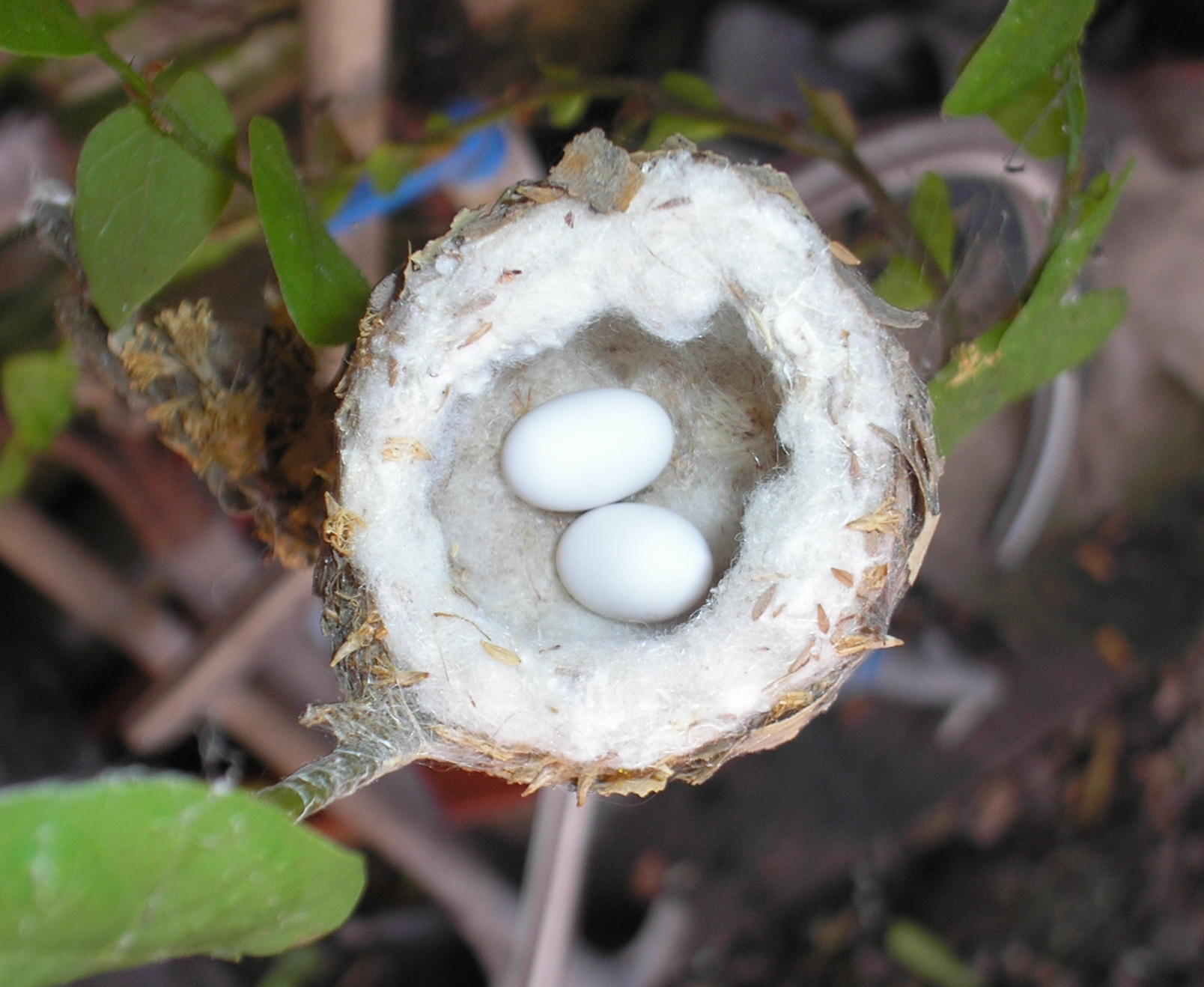

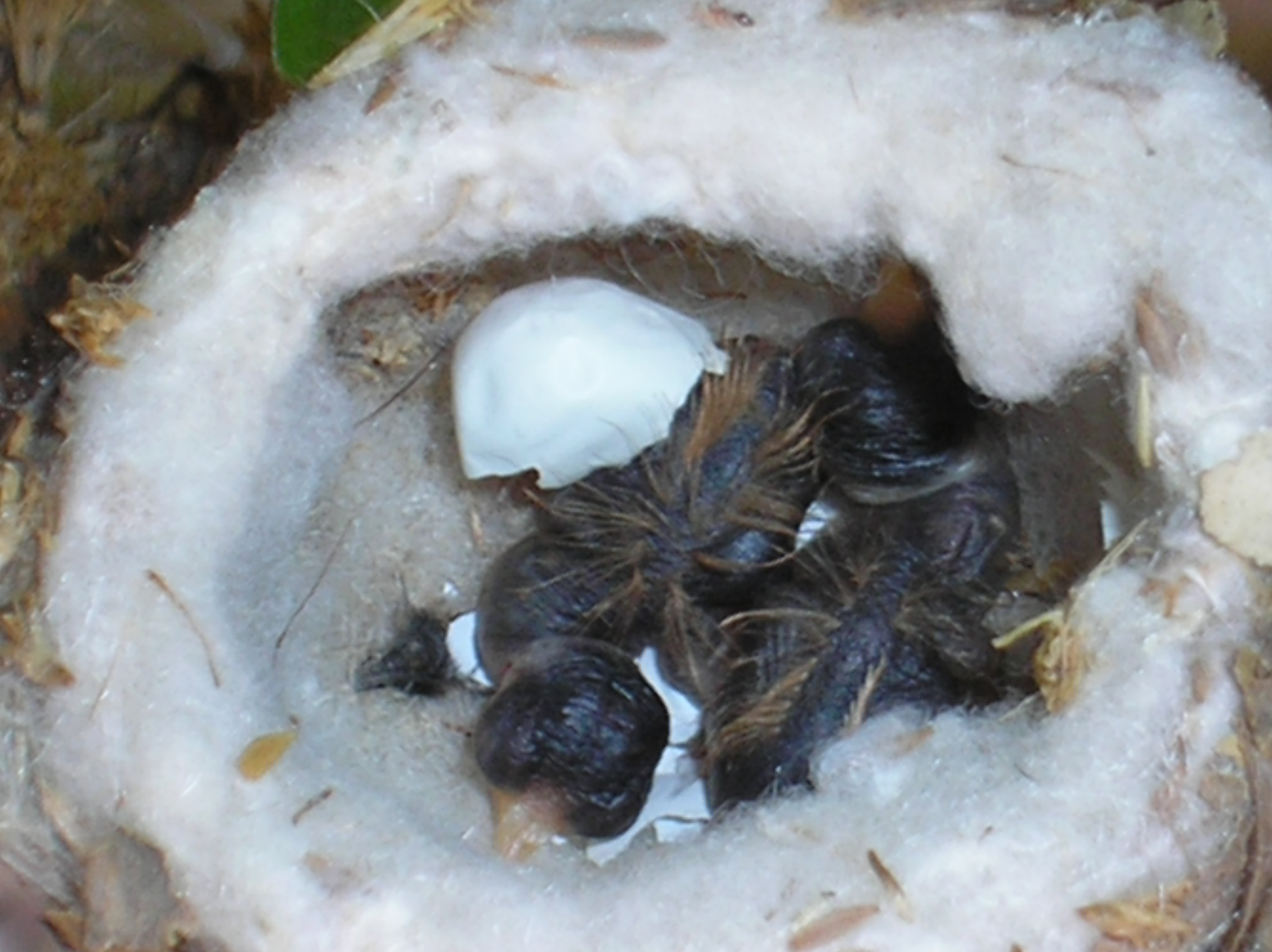

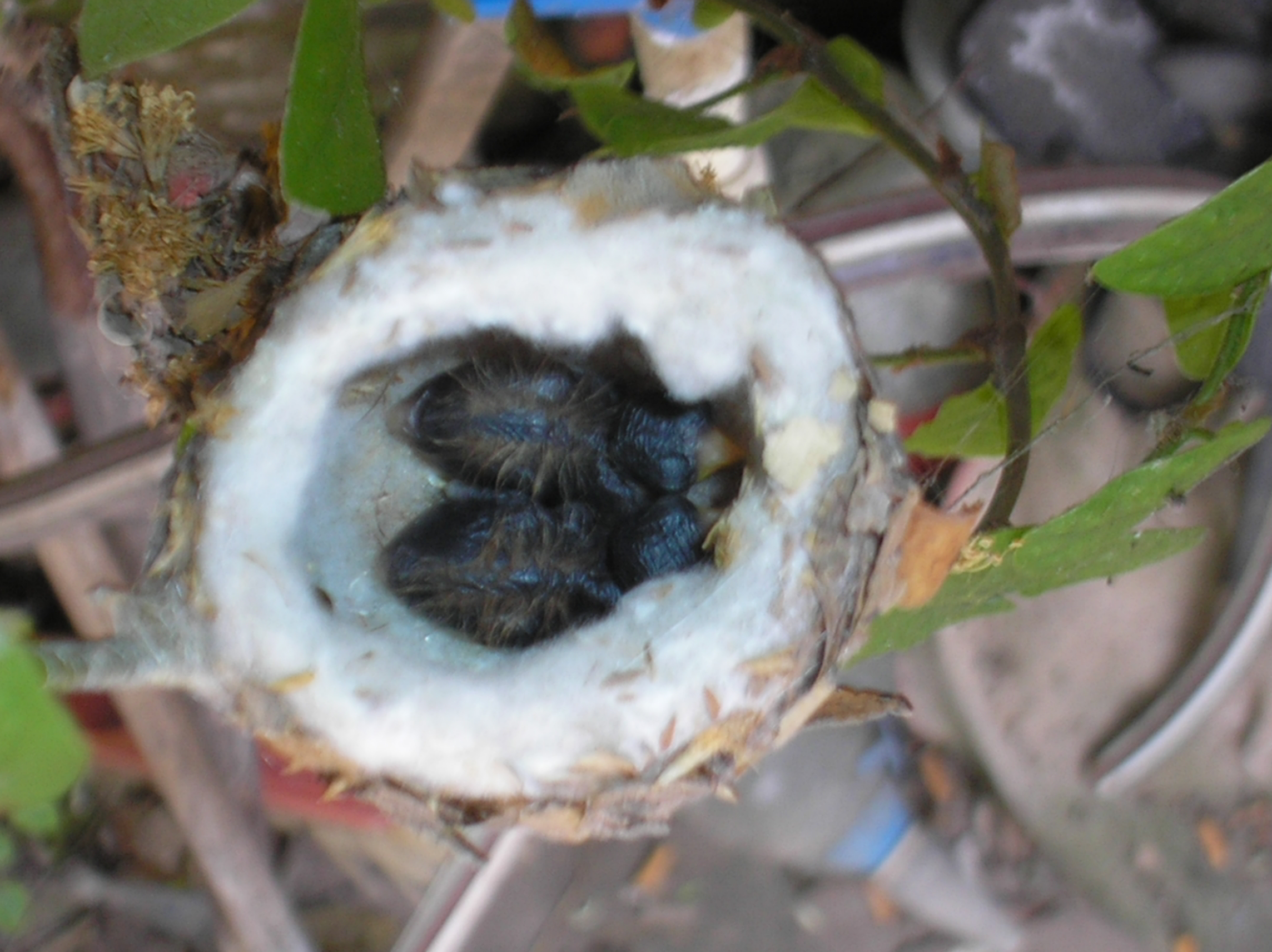

- Águila colorada
- Atajacamino
- Biguá
- Caburey
- Caracolero
- Carancho
- Cardenal
- Chajá
- Charata o pava de monte
- Chuña de patas rojas
- Cigüeñas
- Cotorras
- Cuervos
- Espátulas rosadas
- Garza común
- Garza mora
- Gavilán común y mixto
- Gorriones
- Lechuzas
- Lechucita de campo
- Loro hablador
- Loro cabeza colorada
- Martineta
- Ñandú o avestruz americano
- Ñacurutú
- Paloma montaraz común
- Pato picazo
- Pacaá
- Pato sirirí común
- Pilinchos o pirincho
- Perdiz
- Tero
- Tucán grande
- Tuyuyu Cuartelero
- Jabirú
- Yuyango o cigüeña común
- Urraca común

## Peces
En sus lagunas, esteros y riachos
- Bagres
- Anguilas
- Cascarudos
- Tarariras
- Moncholos
- Mojarras
- Pirañas
- Chanchitas
- Sábalos

## Animales de pirané más famosos
- Tatú carreta
- Tatú bolita
- Yacaré
- Pavo del monte
- Tucán
- Yaguareté o tigre americano
- Tapir
- Pato picaso

## Parroquias de la Iglesia católica en Pirané
| Diócesis  | Formosa            |
| --------- | ------------------ |
| Parroquia | Santa Rosa de Lima |